# Jan Mlakar
Jan Mlakar (ur. 23 października 1998 w Lublanie) – słoweński piłkarz grający na pozycji napastnika we włoskim klubie Pisa Calcio oraz reprezentacji Słowenii. Uczestnik Mistrzostw Europy 2024.

## Statystyki kariery
Aktualne na dzień 18 września 2022.

### Klubowe
| Klub                       | Sezon              | Liga               | Liga  | Liga   | Puchar kraju | Puchar kraju | Puchar ligi | Puchar ligi | Kontynentalne | Kontynentalne | Suma  | Suma   |
| Klub                       | Sezon              | Poziom             | Mecze | Bramki | Mecze        | Bramki       | Mecze       | Bramki      | Mecze         | Bramki        | Mecze | Bramki |
| -------------------------- | ------------------ | ------------------ | ----- | ------ | ------------ | ------------ | ----------- | ----------- | ------------- | ------------- | ----- | ------ |
| ACF Fiorentina             | 2016/2017          | Serie A            | 1     | 0      | 0            | 0            | —           | —           | 0             | 0             | 1     | 0      |
| Venezia FC (wyp.)          | 2017/2018          | Serie B            | 3     | 0      | 1            | 0            | —           | —           | —             | —             | 4     | 0      |
| NK Maribor                 | 2017/2018          | 1. SNL             | 12    | 3      | —            | —            | —           | —           | —             | —             | 12    | 3      |
| NK Maribor                 | 2018/2019          | 1. SNL             | 26    | 13     | 3            | 1            | —           | —           | 3             | 0             | 32    | 14     |
| NK Maribor                 | Łącznie            | Łącznie            | 38    | 16     | 3            | 1            | 0           | 0           | 3             | 0             | 44    | 17     |
| Brighton & Hove Albion     | 2019/2020          | Premier League     | 0     | 0      | 0            | 0            | 0           | 0           | —             | —             | 0     | 0      |
| Queens Park Rangers (wyp.) | 2019/2020          | Championship       | 6     | 0      | 0            | 0            | 2           | 0           | —             | —             | 8     | 0      |
| Wigan Athletic (wyp.)      | 2019/2020          | Championship       | 1     | 0      | 0            | 0            | 0           | 0           | —             | —             | 1     | 0      |
| NK Maribor (wyp.)          | 2020/2021          | 1. SNL             | 32    | 14     | 2            | 1            | —           | —           | 1             | 0             | 35    | 15     |
| Hajduk Split               | 2021/2022          | 1. HNL             | 27    | 7      | 4            | 0            | —           | —           | 2             | 0             | 33    | 7      |
| Hajduk Split               | 2022/2023          | 1. HNL             | 8     | 2      | 0            | 0            | —           | —           | 2             | 0             | 10    | 0      |
| Hajduk Split               | Łącznie            | Łącznie            | 35    | 9      | 4            | 0            | 0           | 0           | 4             | 0             | 40    | 7      |
| Łącznie w karierze         | Łącznie w karierze | Łącznie w karierze | 101   | 37     | 9            | 2            | 2           | 0           | 6             | 0             | 118   | 39     |

### Reprezentacyjne
| Reprezentacja | Rok     | Występy | Bramki |
| ------------- | ------- | ------- | ------ |
| Słowenia      | 2021    | 5       | 1      |
| Łącznie       | Łącznie | 5       | 1      |

## Sukcesy

### Klubowe
NK Maribor
- Mistrzostwo Słowenii: 2018/2019

### Indywidualne
- Król strzelców 1. SNL: 2020/2021 (14 gole)